# Gudmar Hogner
Carl Victor Gudmar Hogner (uttalas [hɔŋner]),  född den 6 april 1859 i Stockholm, död den 19 februari 1935, var en svensk präst. Han var bror till Richard och Ernst Hogner.
Hogner blev student vid Uppsala universitet 1878, avlade teologie kandidatexamen 1891, prästvigdes samma år, blev komminister i Väster-Färnebo 1892, var 1897–1905 Svenska kyrkans missionsstyrelses ombud och sekreterare och utnämndes 1905 till kyrkoherde i Nyköpings västra församling. Åren 1908–1934 var han kontraktsprost i Nyköpings västra kontrakt. Åren 1906–1915 var Hogner suppleant och från 1916 ledamot i Svenska kyrkans missionsstyrelse. Han deltog i 1920 års kyrkomöte som ersättare för biskop Ullman. Som ledare för Svenska kyrkans mission utgav Hogner Svenska kyrkans missionstidning och publicerade  dessutom smärre tal och uppbyggliga skrifter.